# غرولياسكو
غرولياسكو (Grugliasco)، مدينة إيطالية في مقاطعة تورينو بإقليم بييمونتي، تقع على بعد حوالي 9 كم إلى الغرب من مدينة تورينو. يبلغ عدد قاطنيها 37691 ساكن، ومساحتها 13.1 كيلومتر مربع.
تحد غرولياسكو البلديات التالية : تورينو وكولينيو وريفولي.

## السكان
في سنة 1861 بلغ عدد السكان 2٬531 نسمة، وتطور العدد ليصل في سنة 2011 لـ 37٬194 نسمة.
يظهر هذا المخطط البياني تطور النمو السكاني لـ غرولياسكو

## توأمة
لغرولياسكو اتفاقيات توأمة مع كل من:
- رومان، رومانيا
- باربيرا ديل فاليس
- اشيرول
- Gourcy [الإنجليزية]‏
- San Gregorio Magno [الإنجليزية]‏

## أعلام
- جيان بييرو غاسبيريني